# Puchar Australii i Nowej Zelandii w narciarstwie alpejskim 2021
Sezon 2021 Pucharu Australii i Nowej Zelandii w narciarstwie alpejskim puchar miał rozpocząć się 24 sierpnia w nowozelandzkim Coronet Peak. Ostatnie zawody obecnej edycji miały zostać rozegrane 29 sierpnia 2021 roku w tej samej miejscowości, jednak zawody zostały odwołane, tj. cały cykl.

## Puchar Australii i Nowej Zelandii w narciarstwie alpejskim kobiet
W poszczególnych klasyfikacjach tryumfowały: 
- slalom:
- gigant:
- supergigant:

## Puchar Australii i Nowej Zelandii w narciarstwie alpejskim mężczyzn
W poszczególnych klasyfikacjach tryumfowali:
- slalom:
- gigant:
- supergigant: